# Большая Вишера (река)
Больша́я Ви́шера — река в Новгородской области. Протекает по территории Маловишерского района. Длина 41 км, площадь бассейна — 405 км².
Берёт начало в болотах урочища Крутик и затем, сливаясь с Малой Вишерой, образует реку Вишера. Русло извилистое. Берега, в основном, поросшие кустами.
Крупнейший приток — Лужонка.
На реке расположен посёлок Большая Вишера — станция Октябрьской железной дороги, а также деревни Луга и Некрасово.